# Государственный музей современного искусства (Париж)
Французский Государственный музей современного искусства является частью культурного центра Жоржа Помпиду. Входит в десятку самых посещаемых художественных музеев мира.
Не путать с другим музеем современного искусства в Париже, принадлежащем городской мэрии.

## Экспозиция
Музей содержит около 59 000 предметов современного искусства, в том числе произведения таких авторов как:
- Пабло Пикассо
- Альберто Джакометти
- Джексон Поллок
- Пауль Клее
- Василий Кандинский
- Рене Магритт
- Марк Шагал
- Казимир Малевич
- Анри Матисс
- Ив Танги

## Практическая информация
Музей расположен в IV округе Парижа.
Открыт каждый день кроме:
- вторников
- 1 мая

Часы работы:
- с 11:00 до 22:00
- по четвергам музей открыт до 23:00